# فرودگاه مگن
فرودگاه مگن (به انگلیسی: Magan Airport) یک فرودگاه همگانی است . این فرودگاه در کشور روسیه قرار دارد و در ارتفاع ۱۷۶ متری از سطح دریا واقع شده است.